# Георги Джубрилов
Георги Любенов Джубрилов е български кино- и театрален актьор.

## Биография
Завършва актьорско майсторство във ВИТИЗ „Кръстьо Сарафов“ в класа на професор Желчо Мандаджиев през 1960 г. 
Едни от значимите му роли са в сериала „На всеки километър“ в ролята на капитан Дойчев и във филма „Борис I последният езичник“. Участва в пиеси в театър „Сълза и смях“. През кариерата си Джубрилов активно се занимава с дублаж.
През 1969 г. се жени за актрисата Надя Топалова.
Посмъртно е удостоен със званието „Почетен гражданин на община Несебър“.

## Роли

### Телевизионен театър
- „Маневра за отплаване“ (1987) (Кръстю Дренски)
- „Процесът“ (1982) (Ричард Уевърли)
- „Болшевики“ (1980) (Михаил Шатров), 2 части
- „История на отживялото живуркане“ (1979) (Михаил Салтиков-Щедрин и Сергей Михалков), 2 части - Малоткин, пожарникар
- „Левски“ (1977) (от Васил Мирчовски, реж. Гертруда Луканова)
- „Не подлежи на обжалване“ (1973) (Лозан Стрелков)
- „Нощен гост“ (1968) (Павел Вежинов)

### Филмография
| Година    | Филми и Сериали     | Серии | Роля                                                       |
| --------- | ------------------- | ----- | ---------------------------------------------------------- |
| 1987      | Каменната гора (тв) |       | Аладжабов, заместник-министър                              |
| 1985      | Борис I             | 2     | комит Владислав                                            |
| 1984      | Последният езичник  |       | комит Владислав                                            |
| 1983      | Ако те има          |       | Янев                                                       |
| 1982      | Лавина              |       | докторът                                                   |
| 1982      | Признавам всичко    | 3     | Джо Клейтън                                                |
| 1981      | Ударът              |       |                                                            |
| 1975      | Незабравимият ден   |       |                                                            |
| 1973      | Очакване            |       | операторът бате Ицо                                        |
| 1972      | Кръгове на обичта   |       | адвокатът                                                  |
| 1970      | Цитаделата отговори |       | „Ястреба“                                                  |
| 1969-1971 | На всеки километър  | 26    | капитан Дойчев / Семов (в 18-а серия: „Тайната на шифъра“) |
| 1968      | Опасен полет        |       | лейтенант Енев от МВР                                      |
| 1965      | Горещо пладне       |       |                                                            |

## Отличия
- Почетен гражданин на община Несебър (2005, посмъртно)[3]